# Poids super-coqs
Pour les articles homonymes, voir Poids (homonymie).
Poids super-coqs est une catégorie de poids en sports de combat.
En boxe anglaise professionnelle, elle concerne les athlètes pesant entre 53,525 kg (118 livres) et 55,338 kg (122 livres).
Cette catégorie n'existe pas en boxe anglaise amateur (olympique).

## Boxe professionnelle

### Titre inaugural
| Organisation | Boxeur           | Date             |
| WBA          | Hong Soo-hwan    | 26 novembre 1977 |
| WBC          | Rigoberto Riasco | 3 avril 1976     |
| IBF          | Bobby Berna      | 4 décembre 1983  |
| WBO          | Kenny Mitchell   | 29 avril 1989    |